# José Carlos Somoza

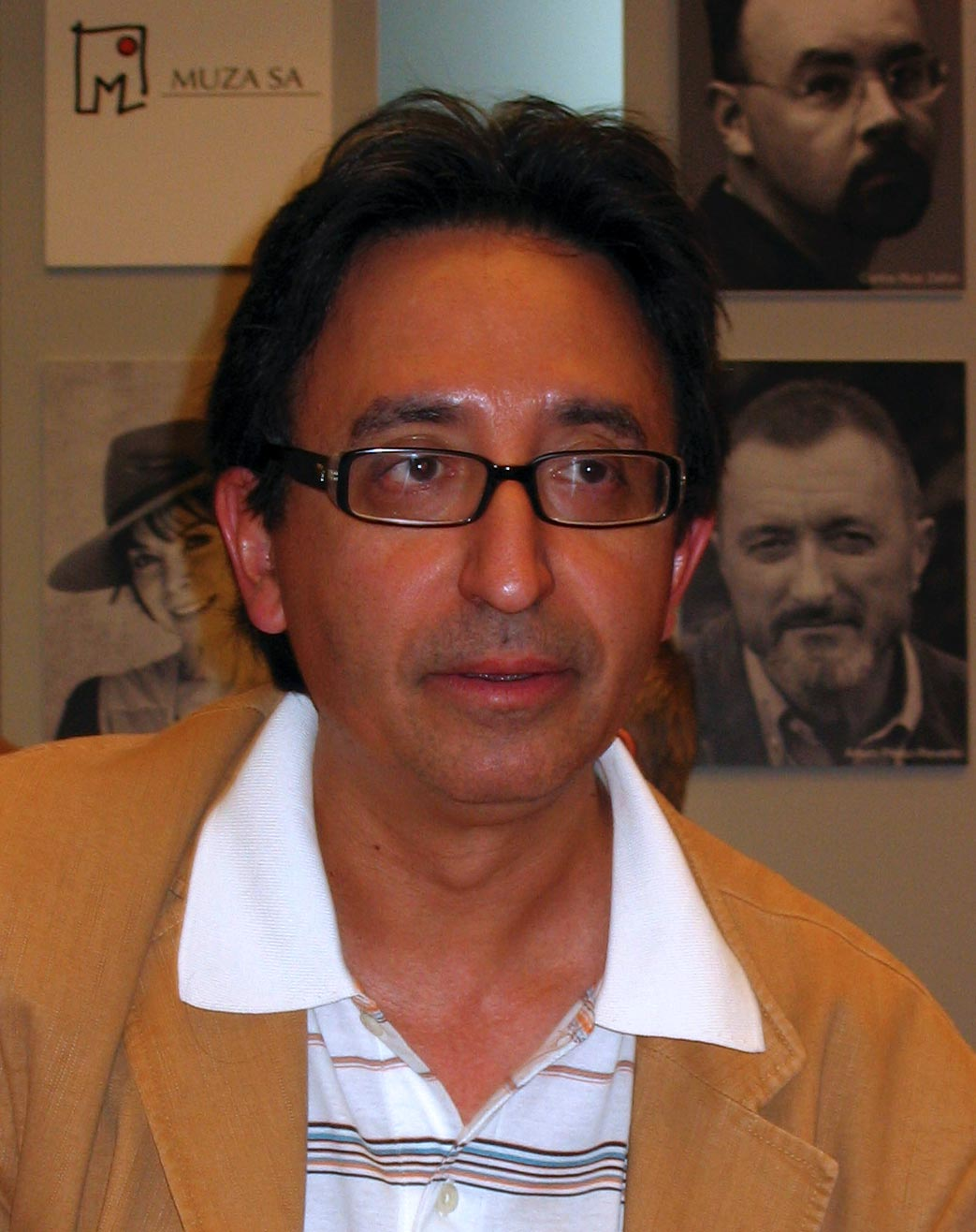
José Carlos Somoza in 2006

José Carlos Somoza (Havana, Cuba, 13 november 1959) is een Spaanse schrijver.

## Achtergrond
José Carlos Somoza werd op Cuba geboren, maar zijn ouders verhuisden in 1960 om politieke redenen naar Spanje. Somoza was psychiater van beroep, tot hij zich in 1994 volledig op schrijven toelegde. Hij ontving verschillende literaire onderscheidingen. Zijn boek Silencio de Blanca werd in 1996 bekroond met de Premio La Sonrisa Vertical. Vier jaar later werd hem voor Dafne desvanecida de tweede prijs van de Premio Nadal verleend. Ook kreeg hij voor zijn roman Clara y la penumbra in 2001 de Premio Fernando Lara en een jaar later de Premio Hammett.

## Werk
- 1994: Planos
- 1996: Silencio de Blanca
- 1997: Miguel Will
- 1999: Cartas de un asesino insignificante
- 1999: La ventana pintada
- 2000: La caverna de las ideas
- 2000: Dafne desvanecida
- 2001: Clara y la penumbra
- 2003: La dama número trece
- 2004: La caja de marfil
- 2005: El detalle (tres novelas breves)
- 2006: Zig Zag
- 2007: La llave del abismo
- 2010: El cebo